# Hyperolius pardalis
Hyperolius pardalis är en groddjursart som beskrevs av Laurent 1948. Hyperolius pardalis ingår i släktet Hyperolius och familjen gräsgrodor. IUCN kategoriserar arten globalt som livskraftig. Inga underarter finns listade i Catalogue of Life.